# Programmable Metallization Cell
La cellule de métallisation programmable (programmable metallization cell en anglais, ou PMC) est une forme de mémoire non volatile en cours d'élaboration à l’université d’état d’Arizona (Arizona State University) et son entreprise dérivée, Axon Technologies. La PMC est une des technologies qui sont mises au point pour remplacer la très populaire mémoire flash, la surpassant à la fois en durée de vie, économie de puissance électrique, et densité de stockage. Infineon Technologies, qui a breveté la technologie en 2004, l’appelle sous le nom de conductive-bridging RAM, ou CBRAM. NEC a une variante appelée « Nanobridge » et Sony appelle leur version « mémoire électrolytique » (« electrolytic memory »).
La technologie PMC est inventée par le docteur Michael Kozicki, qui est professeur d’ingénierie électrique à l’Arizona State University. En 1996, il a fondé la société Axon Technologies pour la commercialiser.

## Description
La PMC est basée sur la relocalisation physique des ions dans un électrolyte solide. Une cellule de mémoire PMC est constitué de deux électrodes solides métalliques, une relativement inerte (en tungstène par exemple) et l'autre électrochimiquement active (en  argent ou cuivre par exemple), avec une couche mince de l'électrolyte entre elles. Un transistor de contrôle peut également être inclus dans chaque cellule.
Quand une polarisation négative est appliquée sur l'électrode inerte, les ions métalliques dans l'électrolyte - ainsi que certains en provenance de l'électrode active maintenant positive - s’écoulent dans l'électrolyte et sont réduits (convertis en atomes) par les électrons de l'électrode inerte. Après un court laps de temps, les ions qui s’écoulent dans le filament métallique forment un petit "nanofil" entre les deux électrodes. Le "nanofil" réduit considérablement la résistance le long de ce chemin, qui peut être mesurée pour indiquer que le processus "d'écriture" est terminée.
En fait, le nanofil peut ne pas être un fil continu, mais une chaîne d'îles ou de nanocristaux électrolytiques. Cela est susceptible de prévaloir à courants de programmation faible (moins d'1 microampère), tandis qu’un courant de programmation plus élevé entraînera à un conducteur essentiellement métallique.
La lecture de la cellule nécessite simplement que le transistor de commande soit mis en marche, et qu’une faible tension soit appliquée aux bornes de la cellule. Si le nanofil est en place dans cette cellule, la résistance sera faible, menant à un courant plus élevé, et lu comme un "1". S'il n'y a pas de nanofil dans la cellule, la résistance est plus élevée, ce qui mène à un courant faible, et lu comme un "0".
L’effacement de la cellule est identique à l'écriture, mais utilise une polarisation positive sur l'électrode inerte. Les ions métalliques migreront loin du filament, de retour dans l'électrolyte, et éventuellement à l'électrode active qui est chargée négativement. Cela rompt le nanofil et augmente à nouveau la résistance. Et ce processus est réversible presqu’à l’infini, selon Michael Kozicki, directeur du Centre pour la Nanoionique Appliquée (Center for Applied Nanoionics) au sein de l’Arizona State University, aidé par des collaborateurs au Centre de recherche de Jülich en Allemagne. La taille des nanofils permet de stocker un téraoctets de données sur la surface d’une pouce.
PMC n'est pas la seule application de ce concept de base, qui se rapporte à la "nanoionique" ("nanoionics" en anglais). D'autres applications potentielles comprennent l'électronique dynamiquement reroutable, les commutateurs optiques, et les valves microfluidiques. Des licences de la technologie PMC ont été accordées à Infineon (Qimonda), Micron Technology, et Adesto Technologies. Plusieurs autres grandes sociétés de semi-conducteurs et des équipementiers ont également montré leurs intérêtes dans cette nouvelle technologie.

## CBRAM vs. Flash
La mémoire flash supporte un nombre de cycles d’écriture limité, de l’ordre de 105 à 106 fois, ce qui empêche, ou rend peu commun les applications qui nécessitent les écritures constantes à travailler sur ce type de mémoire. La CBRAM n’est pas limitée par cette contrainte, et elle peut supporter ces applications autant que la RAM conventionnelle et les disques durs.
Avec la mémoire flash, l’écriture prend beaucoup plus de temps que la lecture. Par contre, la CBRAM écrit avec des vitesses comparables à celles de la lecture. Et la vitesse d’écriture est inversement proportionnelle à la puissance appliquée (jusqu’à un certain point, car il y a des limites mécaniques), de telle sorte que la performance peut être réglée pour des rôles différentes.
PMC est beaucoup plus simple dans la présentation que la mémoire flash, ce qui devrait conduire à une construction plus simple et des coûts de fabrication plus réduits.

## Fabrication
Au début, les systèmes PMC expérimentaux ont été basés sur du verre séléniure de germanium dopé d’argent, mais ces matériaux ne sont pas en mesure de résister aux températures utilisées dans les fabrications CMOS standards. Les travaux se tournent ensuite vers des électrolytes en sulfure de germanium dopé d'argent et en 2005 aux électrolytes en sulfure de germanium dopé de cuivre. En 2012, le chalcogénure GST (Ge2Sb2Te5) combiné avec un substrat flexible comme de la silicone ou du plastique est reporté comme un matériau avantageux.
Axon Technologies a breveté le concept de base du système PMC en 2001. En 2002, Axon Technologies en accorde le droit d’exploitation à Micron Technology, qui est un grand fabricant de mémoires SRAM, DRAM et flash En 2004, le même droit d’exploitation est accordé à Infineon Technologies, un autre grand fabricant de puces électroniques.
En 2011, Adesto Technologies s’allie avec le fondeur français Altis Semiconductor pour un partenariat en développements et fabrications de CBRAM. Dans la même année, les deux sociétés ont introduit le premier produit CBRAM. En 2013, Adesto Technologies sort un produit échantillon CBRAM dont une partie faisant 1 mégabit vise à remplacer l'EEPROM. Fort de ce produit, l’entreprise affiche son ambition pour un marché de 70 milliards de dollars.
Selon les préconisations et prévisions de l’ITRS (International Technology Roadmap for Semiconductors), la production à grande échelle de la mémoire PMC (sans doute au niveau des puces téraoctets) pourrait se faire en 2016. À cette date, certaines conditions technologiques permettant cette production, comme la présence des nœuds de transistors viables à 22 nm, pourraient être remplies. En attendant, il y a des communautés qui suivent de près les actualités et les rencontres en rapport avec cette technologie.

## Applications
La CBRAM est destinée principalement à être utilisée comme une mémoire vive ou une mémoire de stockage. Mais d’autres perspectives d’utilisation ne sont pas exclues. En 2012, des chercheurs français, représentés par Manan Suri et Barbara Desalvo, travaillant pour le CEA à Grenoble et à Gif-sur-Yvette, la CNRS-IEMN à Lille et l’IEF à Paris, utilisant des puces CBRAM fournies par Altis Semiconductor, ont publié une étude montrant l’efficacité de la CBRAM dans les applications de traitements cognitifs auditifs et visuels pour humain. Elle met en évidence le rôle prometteur de la CBRAM pour les tâches informatiques neuromorphique à faible puissance et des appareils bio-médicaux.